# 132-й піхотний Бендерський полк

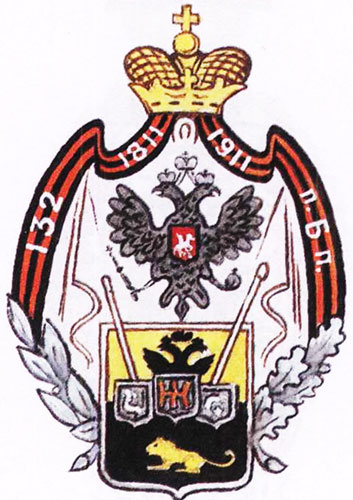
Полковий нагрудний знак.

132-й піхотний Бендерський полк (рос. 132-й пехотный Бендерский полк) — піхотний підрозділ Російської імператорської армії. Переважна більшість військовослужбовців полку були вихідцями з України. Полк належав до 33-ї піхотної дивізії, ХХІ армійського корпусу, Київського військового округу. Місце базування — м. Київ (до 1.07.1903 — після 1.04.1914 р.), казарми полку знаходились на вулиці Керосинній (сучасна Шолуденка). Старшинство - 30.10.1811. Полкове свято — 9 травня.

## Історія підрозділу
20 жовтня 1811 р. — з 2-х рот Углицького піхотного, 3-х рот Московского, 2-х рот Архангелогородського і однієї роти Казанського гарнізонних полків в Москві сформований Тернопільський піхотний полк в складі трьох батальйонів.
5 жовтня 1815 р. — Житомирський піхотний полк.
14 лютого 1831 р. — 3-й батальйон  відправлено на формування Замостського  піхотного полку, йому на заміну надійшов 3-й батальйон Тарутинського полку.
28 січень 1833 р. — приєднані 1-й та 3-й батальйони 50-го єгерського полку, полк переформовано в 6 батальйонів і названо Житомирським єгерським.
2 лютого 1845 р. — 4-й батальйон відраховано на формування Карталинського полку.
23 лютого 1845 р. — приєднаний 5-й батальйон Тарутинського полку.
16 грудня 1845 р. — 2-й и 3-й батальйони відправлені на формування 3-го та 4-го батальйонів Самурського піхотного полку.
10 березня 1854 р. — сформовані 7-й и 8-й батальйони.
17 квітня 1856 р. — Житомирський піхотний полк.
23 серпня 1856 р. — 4-й діючий батальйон відраховано в резервні війська, 5-8-й батальйони розформовані.
6 квітня 1863 р. — з 4-го резервного і безстрокововідпускних 5-го и 6-го батальйонів Житомирського піхотного полку сформований Житомирський резервний піхотний полк в складі 2-х батальйонів.
13 серпня 1863 р. — Житомирський резервний піхотний полк перформовано в 3 батальйони і названий Бендерським піхотним полком.
25 березня 1864 р. — 132-й піхотний Бендерський полк.

## Участь у військових конфліктах
1877-1888 — Російсько-турецька війна
24.08.1877 — брав участь у бою при Аблово.
1914-1917 — Перша світова війна

## Командири
31.01.1899-15.01.1904 рр. — полковник Юргенс  Костянтин Данилович
7.02.1904-30.06.1907 рр. — полковник  Толмачьов Іван Миколайович
30.06.1907 — після 31.01.1913 рр. — полковник Іванов Микола Григорович
1.04.1914 р. — полковник Чернов
17.12.1915 — після 1.01.1916 рр. — полковник Котельников Олександр Андрійович

## Нагороди та відзнаки
1. Полкове Георгіївське знамено з написом: "За Севастополь в 1854 та 1855 (це відзначення заслужене Житомирським полком) роках та Аблову 24 серпня  1877 року".
2. Барабанний бій "Похід" за військові заслуги надано 13. 04. 1813 Тернопільському полку за війну з Наполеоном у 1812 р; та Житомирському полку за придушення Угорського повстання  1849 р. — 25.12.1849 р.
3. Георгіївські труби з написом: «За Аблову 24 Серпня 1877 року» — 12.10.1878 р.

Герб міста Бендери. Один з головних елементів полкового нагрудного знаку.

Полк мав нагрудний знак. Центральними елементами знаку були державний герб та герб м. Бендери. Напис на георгіївській стрічці на честь 100-річча підрозділу: "132. 1811-1911. п. Б. п." 

## Факти з історії
Полк мав польовий храм, який певний час розміщувався на кадетському шосе. Мав полкового лікаря.  У1874-76 рр. ним був старший лікар  Заславський Ієроним Іванович.